# Rudolf Heidenhain
Rudolf Peter Heinrich Heidenhain, född 29 januari 1834 i Marienwerder, död 13 oktober 1897 i Breslau, var en tysk fysiolog. Han var far till Martin Heidenhain.
Heidenhain, som 1859 blev professor i fysiologi och histologi i Breslau, var en av sin tids främsta fysiologer. Hans skrift Mechanische Leistung, Wärmeentwicklung und Stoffumsatz bei der Muskeltätigkeit (1864) var av grundläggande betydelse för kunskapen om energiomsättningen vid muskelarbetet. Lika betydelsefulla var hans i monografin Physiologie der Absonderungsvorgänge (i Ludimar Hermanns "Handbuch der Physiologie", band 5, 1880) sammanfattade undersökningar om matsmältningskörtlarnas verksamhet och de därvid uppträdande morfologiska förändringarna hos körtelepitelet. Ett betydande värde hade även hans arbeten över lymfbildningen, njursekretionen och absorptionen, vilka publicerades i en serie avhandlingar i "Archiv für die gesammte Physiologie". På uppdrag av preussiska ecklesiastikministeriet utgav han 1879 skriften Die Vivisektion im Dienste der Heilkunde (andra upplagan 1884). Han invaldes som utländsk ledamot av svenska Vetenskapsakademien 1894.